# Американ ерлајнс лет 293
Американ ерлајнс лет 293 (енгл. American Airlines Flight 293) је био редовни лет који је отео Никола Каваја, српски националиста и антикомуниста, 20. јуна 1979. године. Током отмице Каваја је тражио и добио други авион са намјером да га обори на сједиште Централног комитета Савеза комуниста Југославије.

## Позадина
Никола Каваја је био један од шест Срба осуђених за бомбашки напад на југословенски конзулат у Чикагу у мају 1979. године. Дана 20. јуна исте године Каваја, који је ослобођен уз кауцију, преузео је контролу на Боингом 727 непосредно прије него што је слетео у Чикаго из Њујорка, претећи пилотима бомбом кућне производње. Захтјевао је ослобођење Стојиљка Кајевића, српског православног свештеника, саучесника у бомбашком нападу на конзулат који је остао у затвору. Након ослобођења путника и већине чланова посаде, Каваја је приморао остатак посаде да се врати у Њујорк, гдје је затражио и добио Боинг 707 за лет у Јоханезбург у Јужноафричкој Републици, али се одлучио за град Шенон након што је сазнао од свог адвоката да Република Ирска нема споразум о екстрадицији са Сједињеним Америчким Државама. Након слијетања на аеродром у Шенону планирао је преузети контролу над авионом који би упутио ка Београду и тамо срушио на сједиште ЦК СКЈ. Међутим, након што га је адвокат одговорио, Каваја се предао ирским властима, које су га предале америчким властима. Осуђен је на 67 година затвора, али је одслужио само 20. Умро је од срчаног удара у свом дому у Београду 2008. године.
Каваја је касније тврдио у интервјуу за српске новинe да је Осама бин Ладен украо његову идеју за обарање авиона током напада 11. септембра 2001.